# 莫尼特 (肯塔基州)
莫尼特（英語：Monitor）是位於美國肯塔基州川波縣的一個非建制地區。

## 地理
莫尼特所處的海拔為高於海平面280米（即919英呎），而該地所採用的時區為UTC-6，即北美中部時區（CST）。同時該地設有夏令時間，為UTC-6調快一小時，即UTC-5（CDT）。